# Fort Saint-Joseph (rivière Saint-Joseph)
Ne doit pas être confondu avec Fort Saint-Joseph (rivière Sainte-Claire).
 (novembre 2023).
Si vous disposez d'ouvrages ou d'articles de référence ou si vous connaissez des sites web de qualité traitant du thème abordé ici, merci de compléter l'article en donnant les références utiles à sa vérifiabilité et en les liant à la section « Notes et références ».

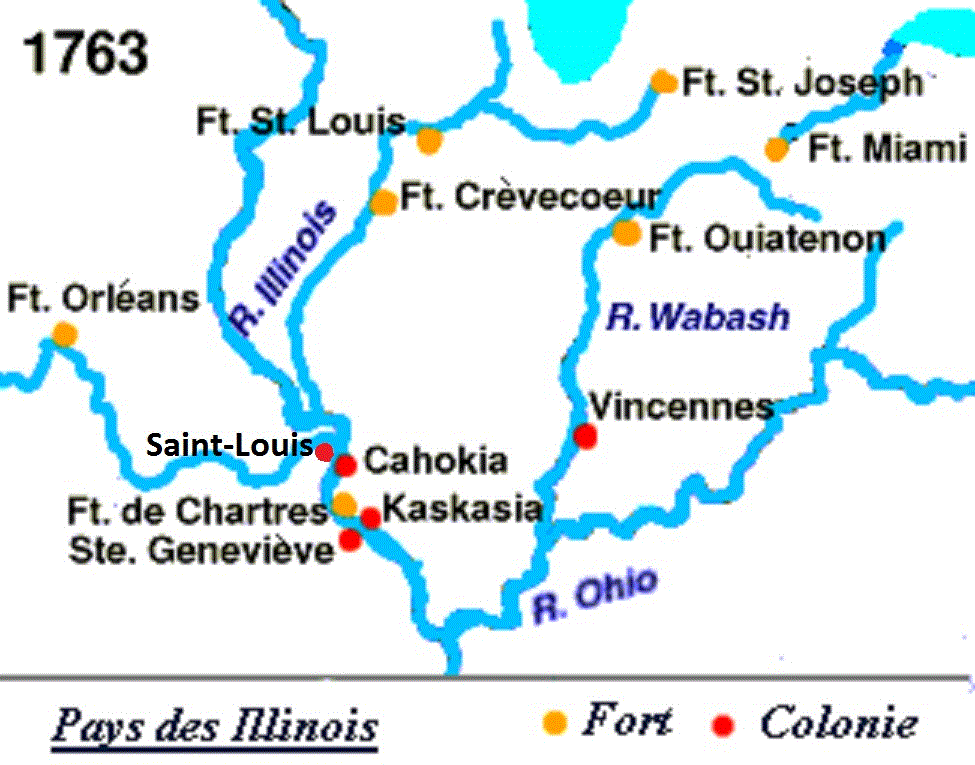
Localisation du Fort Saint-Joseph

Fort Saint-Joseph était un fort français construit au XVIIe siècle en Nouvelle-France près du lac Michigan.

## Histoire
Le fort Saint-Joseph fut construit par les Français en 1691 au sud des Grands Lacs, dans le Pays des Illinois, sur des terres cédées aux jésuites par le roi Louis XIV. Le Père Claude-Jean Allouez avait créé la mission Saint-Joseph, dans les années 1680 afin d'évangéliser les Amérindiens (Illinois et Miamis). Un poste de traite avait également été établi à côté de cette mission religieuse. Ce comptoir était un important lieu d'échange pour le commerce de la fourrure au sud du lac Michigan.
Le fort Saint-Joseph est situé au bord de la rivière Saint-Joseph, près du lac Michigan. Le fort Saint-Joseph était situé entre le fort Détroit et le fort de Chicago. La ville de Niles au Michigan s'est développée sur ce lieu historique.
Dans les années 1730, Jacques-Pierre Daneau de Muy est nommé commandant du fort Saint-Joseph, dans le but de réglementer le commerce de la fourrure et d’entretenir de bonnes relations avec les Potéouatamis et les Miamis dans cette région située au nord du pays des Illinois. 
En 1735, Paul-Louis Dazemard de Lusignan est nommé commandant du fort Saint-Joseph. Il occupera ce poste jusqu'en 1743. 
En 1754, pendant la bataille de Jumonville Glen, considérée comme la première bataille de la guerre de Sept Ans, Joseph Coulon de Villiers de Jumonville fut assassiné. Jumonville était le fils de Nicolas-Antoine Coulon de Villiers et le demi-frère du capitaine Louis Coulon de Villiers, qui était en poste au fort Saint-Joseph au moment de la bataille et a juré de venger la mort de son frère.
En octobre 1761, le fort français est remis aux forces britanniques.
Le 25 mai 1763, pendant la rébellion de Pontiac, Grand-chef de l'union des nations amérindiennes contre les Britanniques, le fort fut capturé par les Amérindiens Potawatomi et la petite garnison anglaise fut exterminée. Après la fin de la rébellion des Amérindiens menés par le chef Pontiac, le fort devint un simple poste de traite.
Durant la guerre d'indépendance des États-Unis, le fort Saint-Joseph fut attaqué par un raid des forces américaines de l'Armée continentale envoyées par Augustin de la Balme depuis Cahokia et commandées par Jean-Baptiste Hamelin et Thomas Brady. Les Loyalistes anglais commandés par le Canadien Guillaume-François Dagneau de Quindre de La Picanier, les rattrapèrent près du Petit Fort dans lequel les membres de ce commando américain avaient pris place. Finalement, si trois d'entre eux purent s'enfuir et quatre autres furent tués lors du combat, les autres durent se rendre aux Loyalistes.
En 1781, lieutenant-gouverneur de la Haute-Louisiane, François Cruzat, à la suite de la tentative britannique de prendre le contrôle de la ville de Saint-Louis, lors de la bataille de Saint-Louis, envoya une troupe de quelque 140 soldats espagnols, louisianais et amérindiens sous les ordres du capitaine Eugène Pourré pour capturer le fort Saint-Joseph. Le fort fut pris et pillé sur 12 février 1781. Eugène Pourré fit lever le drapeau de l'Espagne et prit le contrôle du fort pour le roi d'Espagne et pour la Louisiane espagnole. Le pouvoir espagnol envoya Eugène Pourré engager des négociations lors des discussions de paix entre les insurgés américains et les Britanniques pour rattacher le territoire autour du fort Saint-Joseph à la Louisiane espagnole. Mais les négociations n'aboutirent point.
À la suite du traité de Londres de 1795, les Britanniques ne revendiquèrent plus le fort Saint-Joseph.
Après le traité de Madrid de 1795, les Espagnols, qui contrôlent la Louisiane française, renoncent à leur tour au fort Saint-Joseph.
Le fort Saint-Joseph ne servira plus et disparaîtra du paysage jusqu'en 1998, où il fut redécouvert.

## Sources
1. ↑  Biographie des frères Coulon de Villiers
2. ↑  Lettre du major Arent DePeyster au général Henry Watson Powell, Michigan Pioneer and Historical Collections, V.19, p 591
3. ↑  Robert C. Myers, Histoire du fort Saint-Joseph, NWTA